# Macoma pulleyi
Macoma pulleyi is een tweekleppigensoort uit de familie van de Tellinidae. De wetenschappelijke naam van de soort is voor het eerst geldig gepubliceerd in 1969 door P. Boyer.